# Zdzisław Prokopowicz

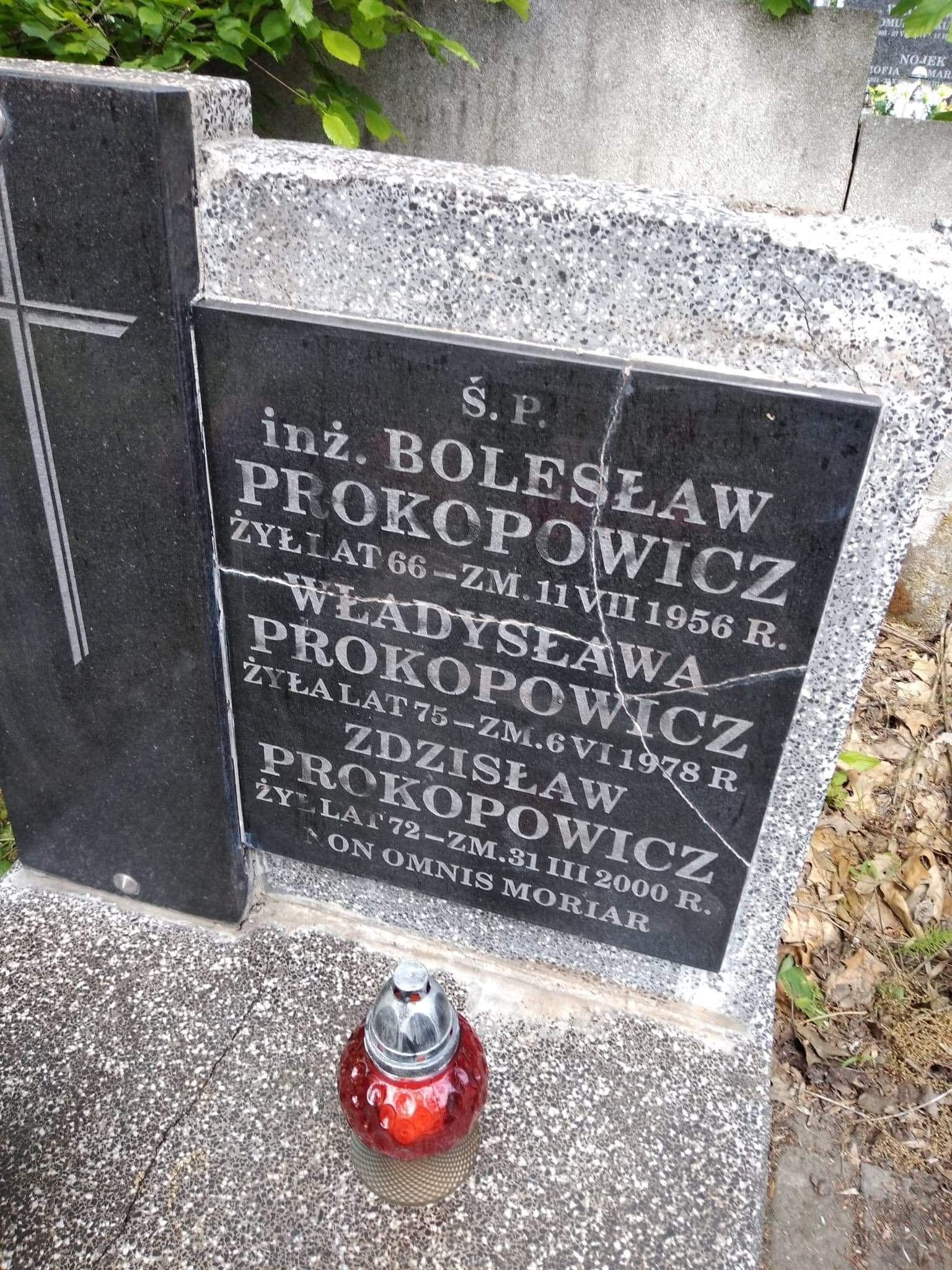
Nagrobek

Zdzisław Jerzy Prokopowicz h. Groty, ps. „Ramzes” (ur. 18 stycznia 1928 w majątku Skrzetuszewo, zm. 30 marca 2000 w Warszawie) – żołnierz AK, powstaniec warszawski.

## Życiorys
Urodził się w majątku ziemskim Skrzetuszewo w Wielkopolsce, jako syn urzędnika państwowego Bolesława Prokopowicza h. Groty i Władysławy z Wiśniewskich h. Prus. Przed wybuchem wojny mieszkał w Toruniu i Świeciu, gdzie jego ojciec pełnił funkcję wicestarosty. W czasie wojny wraz z rodziną mieszkał w Warszawie. Wraz z matką i siostrami ukrywali żydowskie rodzeństwo.
Był w konspiracji. Gdy wybuchło powstanie warszawskie służył jako strzelec w II Obwodzie „Żywiciel” Warszawskiego Okręgu AK w Zgrupowaniu „Żniwiarz”. Walczył w 229 plutonie AK pod pseudonimem „Ramzes”.
Warszawę opuścił wraz z ludnością cywilną. Wraz z przyjacielem Aleksandrem Ścibor-Rylskim uciekli z transportu. Brał udział w Akcji „Burza”. Zamieszkał w Łodzi, następnie przeniósł się do Warszawy, gdzie przez wiele lat pracował w Stołecznej Estradzie, organizując występy, m.in. Mieczysławy Ćwiklińskiej.
W latach 70. i 80. wielokrotnie wyjeżdżał z Estradą do Polonii w Chicago. Był żonaty z Barbarą z Bylczyńskich h. Dęboróg. Miał jednego syna.
Zmarł w Warszawie. Jest pochowany na cmentarzu na Mani w Łodzi.

## Odznaczenia[2]
- Krzyż Armii Krajowej
- Krzyż Partyzancki
- Medal za Warszawę 1939–1945
- Warszawski Krzyż Powstańczy
- Odznaka pamiątkowa Akcji „Burza”
- Odznaka „Zasłużony Działacz Kultury”
- Odznaka „Weteran Walk o Wolność i Niepodległość Ojczyzny”